# Júlia Dames e Silva
Júlia Dames e Silva (1940) es una botánica, profesora brasileña, que desarrolló actividades científicas en el Jardín Botánico de Río de Janeiro.

## Algunas publicaciones
- nilda Marquete ferreira da silva, julia Dames e Silva. 1974. Violaceae da Guanabara. Rodriguésia 27 (39): 169-225

## Honores

### Membresías
- Sociedad Botánica de Brasil[6]